# ア・ドリーム・イズ・オール・ウィ・ノウ
『ア・ドリーム・イズ・オール・ウィ・ノウ』（A Dream Is All We Know）は、アメリカのロック・バンド ザ・レモン・ツイッグスが2024年5月3日にキャプチャード・トラックスから発売された5枚目のスタジオ・アルバム。ダダリオ兄弟が創ったマージー・ビーチ（Mersey Beach）と呼ばれる世界観の中で、アップビートできらめく音楽を探求している。

## 収録曲
| 全作詞・作曲: ザ・レモン・ツイッグス。 |                                            |                        |                        |      |
| #                                      | タイトル                                   | 作詞                   | 作曲・編曲             | 時間 |
| 1.                                     | 「My Golden Years」                        | ザ・レモン・ツイッグス | ザ・レモン・ツイッグス | 3:13 |
| 2.                                     | 「They Don't Know How to Fall in Place」   | ザ・レモン・ツイッグス | ザ・レモン・ツイッグス | 3:33 |
| 3.                                     | 「Church Bells」                           | ザ・レモン・ツイッグス | ザ・レモン・ツイッグス | 2:07 |
| 4.                                     | 「A Dream Is All I Know」                  | ザ・レモン・ツイッグス | ザ・レモン・ツイッグス | 3:43 |
| 5.                                     | 「Sweet Vibration」                        | ザ・レモン・ツイッグス | ザ・レモン・ツイッグス | 2:48 |
| 6.                                     | 「In the Eyes of the Girl」                | ザ・レモン・ツイッグス | ザ・レモン・ツイッグス | 3:04 |
| 7.                                     | 「You and I Are Not Wise」                 | ザ・レモン・ツイッグス | ザ・レモン・ツイッグス | 2:41 |
| 8.                                     | 「How Can I Love Her More?」               | ザ・レモン・ツイッグス | ザ・レモン・ツイッグス | 2:48 |
| 9.                                     | 「Ember Days」                             | ザ・レモン・ツイッグス | ザ・レモン・ツイッグス | 2:55 |
| 10.                                    | 「Peppermint Roses」                       | ザ・レモン・ツイッグス | ザ・レモン・ツイッグス | 2:32 |
| 11.                                    | 「I Should've Known Right from the Start」 | ザ・レモン・ツイッグス | ザ・レモン・ツイッグス | 2:36 |
| 12.                                    | 「Rock On (Over and Over)」                | ザ・レモン・ツイッグス | ザ・レモン・ツイッグス | 2:21 |
| 13.                                    | 「Gifts」(日本盤CDボーナストラック)        | ザ・レモン・ツイッグス | ザ・レモン・ツイッグス | 3:12 |
| 合計時間:                              | 合計時間:                                  | 37:33                  |                        |      |

## 参加ミュージシャン
ザ・レモン・ツイッグス
- ブライアン・ダダリオ – ボーカル、ドラム（M1, M3 - M5, M8, M10 - M12）、ベース（M3 - M5, M8, M10 - M12）、エレクトリック・ギター（M2 - M5, M7, M8, M10, M12）、アコースティック・ギター（M7 - M9, M11）、12弦ギター（M3, M6, M7, M9, M10）、マンドリン（M11）、キーボード・ストリングス・ホーン（M9を除く）、オーケストラアレンジ
- マイケル・ダダリオ – ボーカル、ドラム（M2, M6, M7）、ベース（M1, M2, M7）、リズムギター（M1, M10, M12）、リードギター（M3, M12）、アコースティック・ギター（M1, M3）、12弦ギター（M1）、ミキシング、エンジニア

ゲストミュージシャン
- ショーン・オノ・レノン – ベース（M6）
- ダリル・ジョンズ – アップライトベース（M9）
- アンドレス・バルブエナ – ドラム（M9）
- オーティス・ハリエル – ヴァイオリン（M9）
- ユリ・カイ – ヴァイオリン（M9）
- ラチル・マルティネス – ヴィオラ（M9）
- ダグ・マチズ – チェロ（M9）
- ポール・D・ミラー – フランジャー（M10）

制作スタッフ
- ショーン・オノ・レノン – コ・プロデューサー（M6）
- ポール・D・ミラー – Bug Soundでのマスタリング
- スカウト・ハル – Masterdiskでのマスタリング
- エヴァ・チェンバーズ – アート・ディレクション、写真
- スコット・ホリングスワース – エンジニア（M6）
- マシュー・カレン – エンジニア（M6）
- ライアス・リード – エンジニア（M6）

## チャート成績
| チャート (2024年)                  | 最高位 |
| ---------------------------------- | ------ |
| Japan Hot Albums (Billboard JAPAN) | 82     |
| スコットランド (OCC)               | 9      |
| UK Digital Albums (OCC)            | 24     |
| UK Independent Albums (OCC)        | 7      |